# Cosimo Rosselli
Cosimo Rosselli (1439 Florencie – 1507 Florencie) byl italský malíř období quattrocenta. Maloval převážně náboženské motivy, zřídkakdy portréty.
Byl patrně žákem Neri di Bicciho, v mládí pracoval rovněž v malířské dílně svého bratrance Bernarda di Stefana Rosselliho. Jeho prvním známým dílem (dle Vasariho) je freska Nanebevzetí Panny Marie v třetí kapli vlevo od lodi v chrámu Sant'Ambrogio ve Florencii. Ve stejném kostele, na zdi jedné z kaplí, je další jeho freska, kterou Vasari velmi chválil, zejména pro portrét mladého učence Pica z Mirandoly. Po florentském období strávil nějaký čas v Lucce. Obraz z kostela sv. Girolama ve Fiesole, který je mu připisován, je nyní v Národní galerii v Londýně. Byl jedním z malířů, kteří byli v roce 1481 pozváni papežem Sixtem IV. k freskové výzdobě Sixtinské kaple (dalšími byli Domenico Ghirlandaio, Luca Signorelli, Pietro Perugino a Sandro Botticelli). Rosselli zde pracoval na freskách Sestup z hory Sinaj, Poslední večeře, Kázání Krista u jezera Tiberias a možná i Kázání na hoře a Přechod přes Rudé moře. Otec kunsthistorie Giorgio Vasari tvrdil, že papež byl nejvíce spokojen s dílem Botticelliho a právě Rosselliho, patrně proto, že Rosselli hojně užíval zlata a obecně jasnějších barev než ostatní. Jeho žákem byl Fra Bartolomeo či Piero di Cosimo, který se dokonce oženil s Rosselliho dcerou.